# Fontana (Chaco)
Fontana é uma cidade da Argentina, localizada na província de Chaco.